# أندري بوبوف (لاعب هوكي الجليد)
أندري بوبوف (بالروسية: Попов, Андрей Владиславович)‏ هو لاعب هوكي الجليد روسي، ولد في 15 يوليو 1988 في تشيليابنسك في روسيا.

## وصلات خارجية
- أندري بوبوف على موقع دوري الهوكي الوطني (الإنجليزية)
- أندري بوبوف على موقع دوري الهوكي للقارات (الإنجليزية)
- أندري بوبوف على موقع EliteProspects.com (الإنجليزية)
- أندري بوبوف على موقع Eurohockey.com (الإنجليزية)
- أندري بوبوف على موقع HockeyDB.com (الإنجليزية)